# Балч, Фредерик Гомер
Фредерик Гомер Балч (англ. Frederic Homer Balch; 14 декабря 1861, Лебанон, округ Линн, Орегон — 3 июня 1891, Портленд, Орегон) — американский писатель представитель литературы Тихоокеанского Северо-Запада, известный по произведению «Мост богов: Роман об индейцах Орегона» (книга на русский не переводилась).

## Ранние годы
Родился в семье Джеймса А. Балча и Харриет Марии Снайдер. Получил домашнее образование от своего отца, бывшего выпускником юридического факультета колледжа Уобаш в Индиане. Родители приехали в дилижансе из Индианы в Орегон в приблизительно в 1851—1852 годах. Его мать была сиротой, Харриет Снайдер два раза была замужем и оба раза овдовела, прежде чем выйти замуж за Джеймса Балча.
У Фредерика Балча было двое старших братьев и сестер, горячо любимая им единокровная сестра Элли Галлахер, которая всячески поощряла его писательскую деятельность, и единокровный брат Уильям Бенсон Хелм, его авантюрный дух им высоко ценился.
Его семья несколько раз переезжала в разные места в основном вблизи от реки Колумбия, включая Маунт-Табор в 6 милях (9,7 км) к востоку от Портленда, где, за исключением краткого пребывания в окружной школе № 6 около Голдендейла. Балч получил свое единственное школьное образование в школе Маунт-Табор, поразив учителей своей обширной начитанностью.
Вырос в Лейне, в небольшом округе на побережье штата Орегон, Балч стал единственным кормильцем для своей семьи, когда его отец перенес психический кризис и был отправлен к сестре в Индиану.
Он Работая сначала в качестве рабочего на фермах соседей, позже работал укладчиком на дорожном полотне для первой железнодорожной линии на орегонской стороне реки. Каждый день он греб на работу на каяке, трудился по десять часов в день, дробя камни, затем греб обратно на ферму, где писал до глубокой ночи и завершил «Валлулулу», раннюю версию «Моста богов», которая была сосредоточена исключительно на периоде жизни индейцев до прихода европейцев.

## Карьера Писателя
Примерно в 21 год Балч внезапно обратился в христианство и сжег свою единственную рукопись романа «Валлула», потому что она содержала много «языческих» элементов и описаня ритуалов. Сначала он принял методизм от матери, позже его религиозные убеждения писателя постепенно сместились в «либеральное» христианство, которое принимало всех людей, «независимо от расы или вероисповедания», как детей Божьих. Сначала он был миссионером, служа в местных общинах вдоль реки Колумбия. В 1887 году он был официально рукоположен в Конгрегационалистской церкви и переехал в свою самую большую общину в Худ-Ривер, штат Орегон, где организовал строительство новой церкви.
В 1887 году, он начал писать свой Magnum opus «Мост богов», главным героем в произведении является Сесил Грей, пуританский священник из Новой Англии, который в начале 1690-х годов отправляется в путешествие через материк в качестве миссионера к коренным американцам Орегона.
Книгу молодого автора встретили многочисленными отказами в орегонских издательствах. «Мост Богов» был опубликован чикагским издательством McClurg & Co.
Книгу переиздали в 1902 года, уже после его смерти автора. Тогда читатели тепло приняли его роман.
Его роман «Женевива: повесть об Орегоне» сохранилась в полном виде, описывает жизнь на Северо-Западе США в середине 1880-х годов и является богатой иллюстрацией обычаев и общественной жизни Тихоокеанского Северо-Запада в средине-конце 1880-х годов.
Данное произведение опубликовано в 1932 году.
В этой повести одна из героинь, индейская принцесса Винема, она всей душой ненавидит белых, которые вытеснили её народ с их земель, её ненависть держится до глубокой старости.

Балч писал, что его: 
«Главной целью» было создание художественной литературы, достойной горного пейзажа Тихоокеанского Северо-Запада. 
И так же он говорил что решил: 
«Сделать Орегон таким же знаменитым, каким Скотт сделал Шотландию; сделать великолепные пейзажи долины Уилламетта фоном для романтики, полной страсти и величия»

## Смерть
Писатель умер от туберкулеза в возрасте 29 лет. Всю свою жизнь боролся с постоянной бедностью, отсутствием подтвержденного образования и парадоксальной изоляцией дикой природы родного края, пейзажи которой он превозносил.

## Наследие
Видный писатель штата Орегон, он был первым автором, который показал обществу Тихоокеанского Севера-Запада представление о его впечатляющей топографии и ценности его коренных жителей. Преодолевая изоляцию жизни в сельской местности, ограничения самообразования и краткость своей жизни, Ф.Балч выполнил лишь малую часть своей литературной миссии по увековечению доисторического периода коренных народов и изображению обычаев и поведения орегонского общества конца XIX века.

### Нереализованые произведения
В планах писателя было сделать «Мост богов» прелюдией к более натуралистичным романам, которые он напишет, чтобы проиллюстрировать важные события в истории северо-запада, но только «Женевива: повесть об Орегоне» сохранилась в полном виде.
Отредактированный и опубликованный посмертно в 1932 году Альфредом Пауэрсом, тогдашним профессором Университета Орегона, роман посвящен.
«Ныне покойному, чье имя дало название книге и чей характер изображен на её страницах».

Незадолго до своей смерти Балч написал шесть глав «Кенаскет: повесть об Орегоне», действия которой происходили в 1818 года, которую он описал как свою «самую короткую и лучшую книгу». Повесть названная в честь индейского вождя, который вел войну против белых поселенцев в середине века XIX века, в книге представлены вымышленные и достоверные исторические персонажи, жившие как на Аляске, так и в Орегоне. В последние дни своей жизни он также написал свой единственный известный рассказ «Как девушка из прерий Камас увидела мир», опубликованный в 1993 году. Реалистично изображая последствия нищеты и изоляции от остальной территории США для женщин на вашингтонском фронтире, рассказ подчеркивает, что «бытовые трагедии не менее яркие и интенсивные, чем приключения в его творчестве».